# Langelandia hummleri
Langelandia hummleri es una especie de coleóptero de la familia Zopheridae.

## Distribución geográfica
Habita en Italia.